# ボーイング有人飛行試験
ボーイング有人飛行試験（ボーイングゆうじんひこうしけん、Boeing Crew Flight Test、Boe-CFT）はボーイング スターライナーカプセルの初めての有人ミッション。このミッションではバリー・E・ウィルモアおよびスニータ・ウィリアムズの2名のNASAの宇宙飛行士を乗せてケープカナベラル宇宙軍施設から国際宇宙ステーションに向けて2024年6月5日に打ち上げられた。しかしながら、ISSへの接近時にスターライナーのスラスター故障が発生した。2ヶ月以上にわたる調査の後で、NASAはボーイング スターライナーに搭乗してウィルモアとウィリアムズが地球に帰還するのは危険だと判断した。そのため、ボーイングの宇宙船は無人で2024年9月7日に帰還し、ニューメキシコ州のホワイトサンズ・ミサイル実験場に無事着陸した。2名の宇宙飛行士は、2025年3月18日にスペースX Crew-9に搭乗して地球に帰還した。
当初、有人飛行試験は2017年の実施が計画されていたが、さまざま遅延によって打ち上げが延期されていた。この宇宙船の最初の2回の無人の軌道宇宙飛行であるBoe-OFTおよびBoe-OFT2は2019年および2022年に実施された。
スターライナーは2024年4月16日にアトラスロケットの先端部に結合されたが、打ち上げは技術的な問題によって繰り返し延期された。ユナイテッド・ローンチ・アライアンス（ULA）のアトラスVの酸素バルブの問題で5月7日の打ち上げは中止された。6月1日の2回目の打ち上げの試みは地上のコンピューター障害のために中止された。その後もスターライナーのサービスモジュールでのヘリウム漏洩によって遅延が発生したが、このヘリウム漏洩はミッション全体を通して引き続いた。6月5日 14:52:15 UTC（10:52:15 am EDT）の3回目の打ち上げの試みは成功した。
ISSへの飛行中に更にヘリウム漏洩が発見されたが、その時点では微小な漏れでありミッションに影響を与えるものではなかった。スターライナーのISSへの接近中に、5基の姿勢制御システムのスラスターが故障したが、ヘリウム漏洩とは関係ないと思われている。スラスターのリセットと燃焼によって5基のうちの4基が機能を回復し、スターライナーは遅延したのちにISSに安全にドッキングした。スラスターの誤動作は、OFT2で発生した未解決の問題と同一のようであり、スターライナーがNASAに認定される前に修正する必要があるとみなされている。

## 遅延
最初の遅延は、2019年にスターライナーの最初の無人試験がISSに到達できなかったために発生した。2022年に2回目の無人試験飛行が打ち上げられ、すべての飛行目標を達成した。これによって最初の有人試験飛行の計画が進められることになった。しかしながら、2023年8月にボーイングは、パラシュートシステムのいくつかの結合部の強度の問題と、配線ハーネスの可燃性への懸念から、2024年3月以降に遅延することを発表した。この結果、ボーイングは新たな飛行試験が許可される前に複数の調査を受けなければならなかった。

## 宇宙カプセル
Boe-CFTは、最初の軌道飛行試験で使用されたスターライナー カリプソ宇宙カプセルの2回目のミッションである。NASAは、ボーイング社が2020年8月のCFTミッションに向けて、複数回の点検を経て機体を飛行用に再組み立てする準備を整え、新しいパラシュートとエアバッグを装着すると発表した。 Boe-CFTカプセルのドッキングシステムは、Boe-OFT2試験飛行で初公開された新しい再突入カバーに対応するために改造された。

## クルー
当初、ニコール・オーナプ・マンが軌道宇宙船の初飛行で飛行する最初の女性飛行士としてこのミッションに割り当てられていたが、その後、スペースX Crew-5ミッションでNASAの商業乗員輸送計画の打ち上げで初めての女性指揮官として再割り当てされた。2018年8月にこのミッションのパイロットして当初割り当てられていたエリック・ボーは、医学的理由で2019年1月22日にマイケル・フィンクと交替した。ボーはフィンケの後任として、NASAのジョンソン宇宙センターにある宇宙飛行士事務所の商業乗組員担当主任補佐に就任することになっている。ボーイングの宇宙飛行士クリストファー・ファーガソンが指揮官としてこのフライトに割り当てられていたが、2020年10月7日にNASAの宇宙飛行士バリー・E・ウィルモアと交替した。ファーガソンは交替の理由として家族の事情を挙げた。マシュー・ドミニクが予備クルーとしてウィルモアに代わって加わった。
2022年4月18日に、NASAはバリー・E・ウィルモア、マイケル・フィンクおよびスニータ・ウィリアムズといった幹部クラスの宇宙飛行士の誰がこのミッションないしスターライナーの最初の実用ミッションに搭乗するかの最終決定はなされていないと述べた。2022年6月16日、NASAはこのCFTミッションがウィルモアとウィリアムズによる2名搭乗の飛行試験であり、フィンクは予備の宇宙船テストパイロトとして訓練を受けて将来のミッションに割り当てられる有資格者にのこることを認めた。ウィリアムズは、いずれかの形式の軌道宇宙船の初飛行に女性として搭乗する初めての宇宙飛行士となった（ジュディス・レズニックはスペースシャトル・ディスカバリーの初飛行に搭乗した）。

### 正クルー
| 地位 | 乗組員                                       | 乗組員                                       |
| --- | -------------------------------------------- | -------------------------------------------- |
| 宇宙船指揮官 | バリー・E・ウィルモア, NASA 3回目の宇宙飛行  | バリー・E・ウィルモア, NASA 3回目の宇宙飛行  |
| パイロット | スニータ・ウィリアムズ, NASA 3回目の宇宙飛行 | スニータ・ウィリアムズ, NASA 3回目の宇宙飛行 |
| ボーイング有人飛行試験ミッションが打ち上げられると、ウィルモアとウィリアムズはISS訪問者と呼ばれることになった。しかしながら、ISSへの滞在が延長されたことから、のちにNASAは正式に2名を第71次/第72次長期滞在のクルーに追加した。 |                                              |                                              |

### 予備クルー
| 地位         | 乗組員                   | 乗組員                   |
| ------------ | ------------------------ | ------------------------ |
| 宇宙船指揮官 | マイケル・フィンク, NASA | マイケル・フィンク, NASA |

## ミッション

### 概要

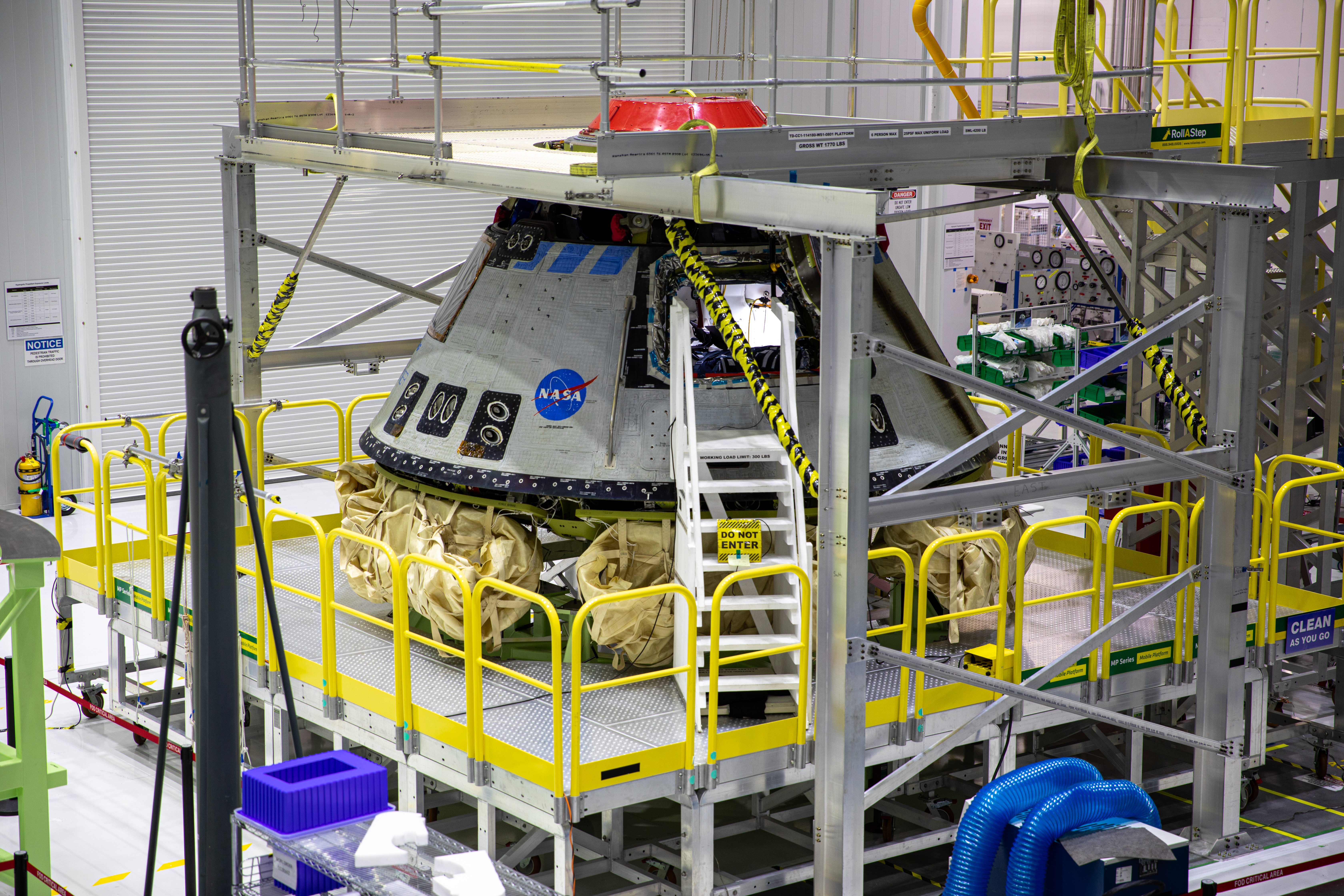
2020年1月にボーイングの商業有人および貨物処理施設で作業中の「カリプソ」

アトラスV N22型の3回目の打ち上げでは、乗員2名が搭乗したスターライナーが打ち上げられた。宇宙船は国際宇宙ステーションにドッキングし、アメリカ合衆国南西部に着陸することになっていた。当初は8日間のミッションだったが、スターライナーがISSににドッキングする前に推進システムに問題が発生した。問題解析のためにミッションは数回に渡って延長され、最終的にNASAは3ヶ月後にクルーをISSに残してスターライナーを地球に帰還させることを決定した。クルーは別の宇宙船で帰還することになった。3回目のアトラスV N22型の打ち上げは2名搭乗したスターライナーを打ち上げる。宇宙船は国際宇宙ステーションにドッキングし、地球への帰還ではアメリカ合衆国南西部に着陸する。カプセルは地表におよそ6.4キロメートル毎時 (1.8 m/s; 350 ft/min)の速度で接近し、6個のエアバッグに載って着地する。
Boe-CFTはアトラスVロケットによる初めての有人宇宙船の打ち上げとなった。Boe-CFTは、1963年5月15日にゴードン・クーパーが搭乗したマーキュリー・アトラス9号以来となるアトラス ファミリーのロケットを使用する有人宇宙船の打ち上げであり、1968年10月のアポロ7号以来のケープカナベラル宇宙軍施設からの初めての有人宇宙船の打ち上げとなった。
これまでのアメリカ合衆国から打ち上げられた有人カプセルは帰還時にすべて海洋に着水していたが、スターライナーは初めて陸上に着陸する。

### 打ち上げ

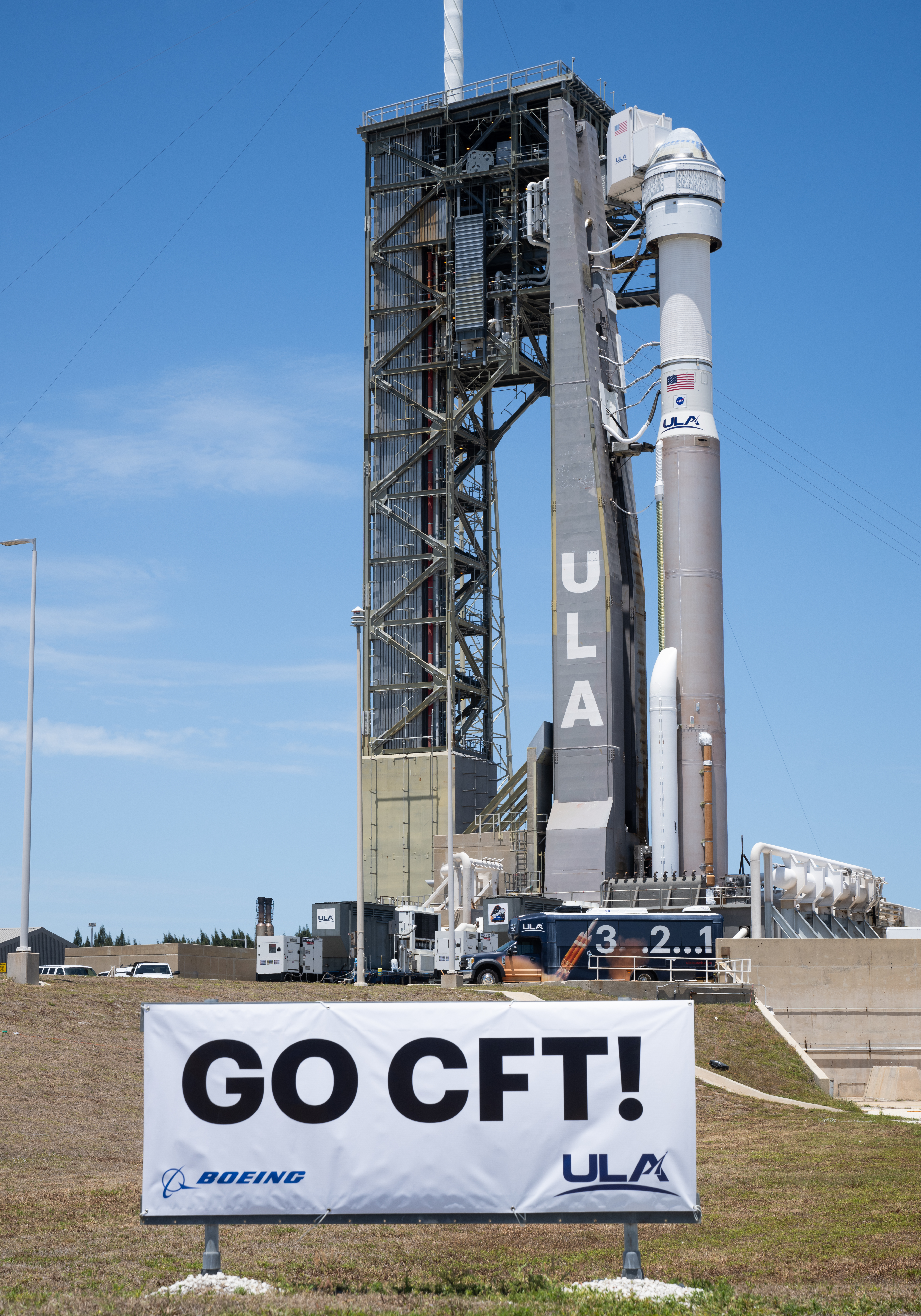
打ち上げに先立ってアトラスVロケットの先端に搭載されたスターライナー カプセル

2023年に、宇宙船のパラシュートシステムについての技術的問題および配線の可燃性に関する懸念が明らかになったことから、CFTは2024年3月以降に延期された。2023年11月、NASAはこのミッションが2024年4月の打ち上げに向けて順調に進行しており、宇宙船からほとんどの可燃物が取り除かれ、再設計されたパラシュートシステムの落下試験が2024年1月に予定されていると発表した。試験は成功し、NASAとボーイングは打ち上げ準備を進めることができた。2024年2月にアトラスVロケットが第41発車施設にあるULAの垂直統合施設に移され、打ち上げに向けて組み上げが開始された。2024年3月、打ち上げはISSのスケジュールとの兼ね合いで4月22日から5月前半に再設定され、4月初頭に打ち上げ日として5月6日が発表された。ボーイングの生産施設でのスターライナー宇宙船の工程は4月15日に完了し、翌日に打ち上げ施設に移送されてアトラスVロケットの先端に搭載された。クルーは4月25日にケネディ宇宙センターに到着し、同日にミッションは飛行試験準備レビューを完了し、ミッションの続行を正式に承認された。5月2日、スペースX Crew-8のドラゴン宇宙船がCFTミッションがハーモニーモジュールの前方側ポートへのドッキングしか認められていないことから、同ポートから同モジュールの天頂側ポートへと移動した。ULAの打ち上げ準備レビューの完了を受けて、5月4日にアトラスVロケットは打ち上げパットへと移された。

#### 2024年5月6日の試み
5月6日のCFTの最初の試みは、ロケットのセントール上段ロケットの酸素バルブの問題で打ち上げの2時間前に中止された。この問題は以前のアトラスVの飛行でも見られ、バルブを閉じて再度開くだけで解決できたが、新しい飛行規則では乗員が搭乗している状態でこれを行うことが禁止されたため、打ち上げを中止せざるを得なかった。翌日、打ち上げチームはこの誤動作したバルブは交換する必要があると判断し、ロケットは垂直統合施設に戻されて打ち上げは5月17日に延期された。 一方、NASAとボーイングはこれとは無関係の問題としてスターライナーの推進システムにヘリウムの微小な漏洩を発見し、チームが状況を評価できるように打ち上げがされに延期された。遅延が長すぎたため、ウィルモアはヒューストンに戻り、スターライナーのフライトシミュレーターでさらに時間を過ごし、スキルを維持した 。

#### 2024年6月1日の試み
数日間の分析を経て、5月24日にNASAとボーイングはたとえ漏洩率が現状の何倍かになっても宇宙船は安全に飛行できると判断し、ヘリウム漏洩を修復せずに6月1日にCFTを打ち上げる計画を発表した。このレビューでは、推進システムに「設計上の脆弱性」があることが明らかになり、非常に稀な故障モードでは宇宙船が軌道離脱燃焼を完了できない可能性があることが明らかにされ、そののちにエンジニアがこの故障モードが発生した場合に使用できる新しい再突入モードを考案した。打ち上げの中止後にヒューストンに戻っていたブッチ・ウィルモアとスニ・ウィリアムズ両飛行士は、5月28日にケネディ宇宙センターに飛来した。5月29日、3組織の飛行試験準備レビューにおいて、NASAおよびボーイング、ULAは6月1日に向けた準備が整っていることを確認した。
5月の後半にISSの尿処理設備のポンプが故障し、クルーの排泄物を飲料水に転換する能力が停止した。NASAは交換用のポンプをスターライナーに搭載することを決定した。64kgのポンプを搭載した上で打ち上げ質量を一定に保つために、個人用の衣類と洗面用具が入ったウィルモアとウィリアムズのスーツケースが取り出され、CFTのクルーはISSにすでに搭載されている汎用の予備衣類や洗面用具を使用することになった。
6月1日の2回目の打ち上げの試みは、地上の冗長化コンピューター3台のうち1台が通常より遅い数値を示したため自動停止が発動し、打ち上げ3分50秒前に中止された。問題はそのコンピューターに接続された1つの故障した電源ユニットに起因していることが判明した。6月2日にULAのチームはこの電源ユニットを含むコンピューターセットを効果因子、新しいハードウェアが正常に動作していることを確認した。

#### 2024年6月5日の試み
CFTは、3回目の打ち上げの試みで6月5日 14:52 UTCにアトラスVロケットに搭載されて離昇に成功した。このミッションはフロリダ州のケープ・カナベラルにあるSLC-41から打ち上げられた。ロケットは、ペイロードフェアリングなし、AJ-60A固体ロケットブースター2基 、2基のRL-10A-4-2を搭載したセントール上段ロケットという構成のN22構成で飛行した。固体ロケットブースターは離昇の2分20秒後に分離された。アトラスのコアステージは打ち上げの4分28秒後まで燃焼を継続し、その後すぐに分離された。セントール上段ロケットは打ち上げ後11分52秒に燃焼を開始した。クルーは第2段がうねり運動を起こしたが、不快なものではなかったと報告した。スターライナー宇宙船は、離昇の約15分後に上段ロケットから分離した。安全性を最大限に高めるため、宇宙船はロケットによって弾道軌道に乗せられ、打ち上げから約31分後に独自のスラスタを使用して軌道に投入された。ロケットは宇宙船を「完璧」な軌道に投入した。

#### 打ち上げの試みの集計
| 回目 | 時刻                    | 結果 | 再準備期間     | 理由                                         | 決定時間                             | 好天確率 (%) | 補足 |
| ---- | ----------------------- | ---- | -------------- | -------------------------------------------- | ------------------------------------ | ------------ | ---- |
| 1    | 2024年5月6日10:34:14 pm | 中止 | ---            | セントールのLOXバルブの問題                  | 2024年5月6日8:32:00 pm(-02:01:30前)  | 95           |      |
| 2    | 2024年6月1日12:25:40 pm | 中止 | 25日13時間51分 | 地上の打ち上げシーケンスコンピューターの異常 | 2024年6月1日12:22:05 pm(-00:03:35前) | 90           |      |
| 3    | 2024年6月5日10:52:15 am | 成功 | 3日22時間27分  |                                              |                                      | 90           |      |

| 時刻        | イベント                                                            |
| ----------- | ------------------------------------------------------------------- |
| L−6:00:00   | アトラス/セントール 燃料/酸化剤注入開始                             |
| L−4:30:00   | 乗員の宇宙服着用開始                                                |
| L−4:00:00   | アトラス/セントール 燃料/酸化剤注入完了                             |
| L−3:20:00   | 宇宙服着用完了 / 打ち上げパッドに向けて出発                         |
| L−3:10:00   | 乗員モジュールの準備開始                                            |
| L−2:50:00   | 乗員がパッドに到着                                                  |
| L−1:20:00   | ハッチ閉鎖完了                                                      |
| L−0:50:00   | 船室の密閉チェック / 船室の与圧完了                                 |
| L−0:35:00   | 乗員から地上への通信チェック                                        |
| L−0:22:00   | フライトディレクター：最終秒読み許可                                |
| L−0:11:00   | 乗員アクセスアーム引き離し                                          |
| L−0:07:00   | フライトディレクターがアトラス/セントールチームに打ち上げ進行を確認 |
| L−0:07:00   | スターライナー最終秒読み状態                                        |
| L−0:05:00   | スターライナーが上昇配置にStarliner configured for ascent           |
| L−0:00:02.7 | アトラスのエンジン点火                                              |
| L-0:00:00   | 固体ロケットブースター点火                                          |
| L+0:00:01.1 | 離昇                                                                |
| L+0:00:06.0 | ピッチ/ヨー機動開始                                                 |
| L+0:01:01.7 | Max q                                                               |
| L+0:01:05.3 | マッハ1                                                             |
| L+0:02:20.4 | 固体ロケットブースター投棄                                          |
| L+0:04:28.9 | アトラスロケットエンジン停止（BECO）                                |
| L+0:04:34.9 | セントール アトラスから分離                                         |
| L+0:04:40.9 | 上昇カバー投棄                                                      |
| L+0:04:44.9 | セントール主エンジン燃焼開始（MES）                                 |
| L+0:05:04.9 | 空力スカート投棄                                                    |
| L+0:11:55.4 | セントール主エンジン停止（MECO）                                    |
| L+0:14:55.4 | スターライナー セントールから分離                                   |

- 打ち上げ前にニール・アームストロング・オペレーション・アンド・チェックアウト・ビルディングから歩み出る乗員
- 打ち上げパッドに到着し、スターライナーカプセルに乗り込む乗員
- エンジン点火からSRB投棄までの打ち上げの動画

### 巡航とドッキング

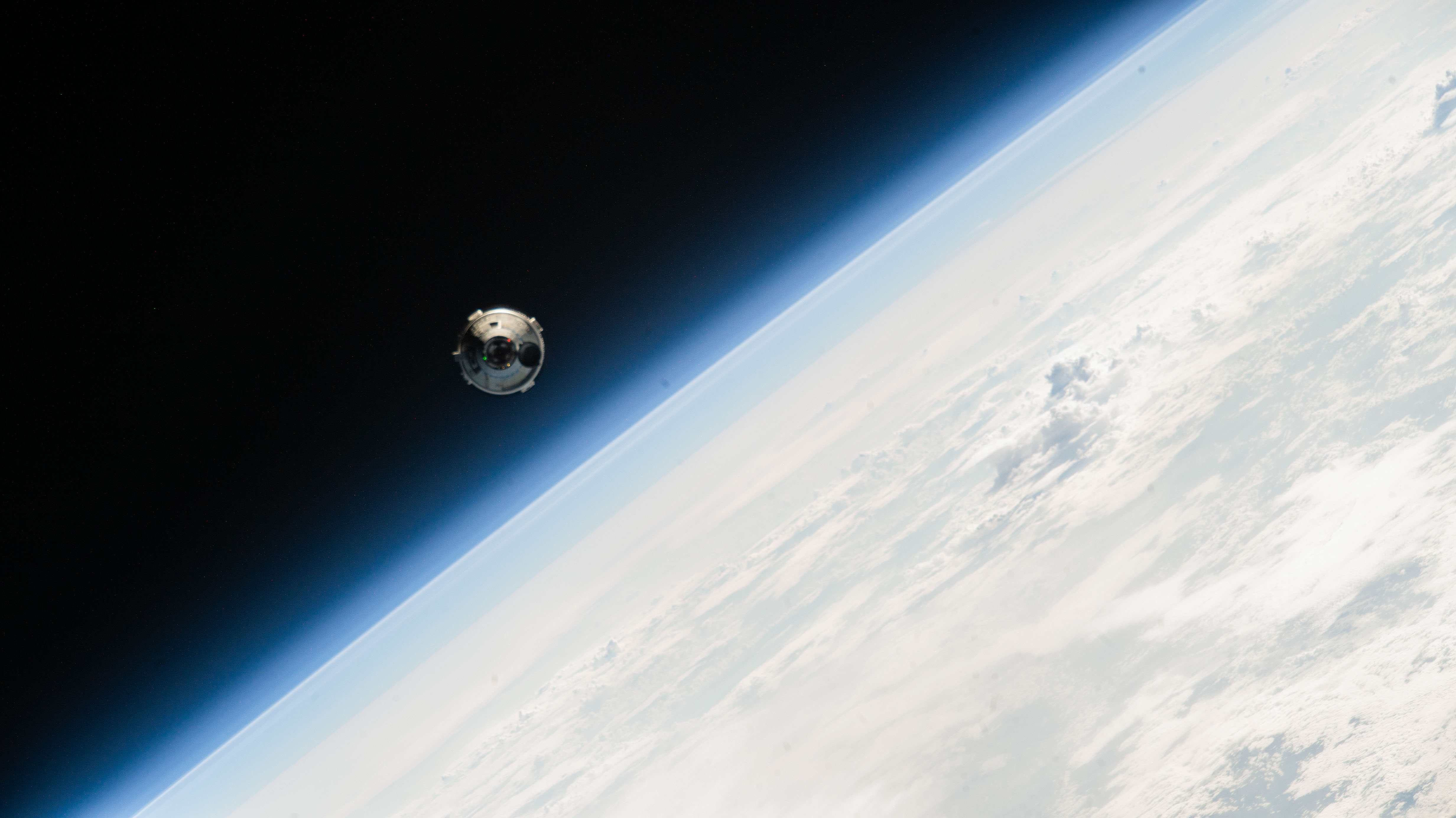
CFT中にISSに接近するスターライナー

軌道投入の1時間後、乗員は、アンテナをTDRSシステム通信衛星に向ける、太陽電池パネルを太陽向ける、スタートラッカーの手動運用、宇宙船の軌道上で機動のための手動での加速と減速および宇宙船を手動で再突入に向けるなどのいくつかの手動機動訓練を実施した。スターライナー宇宙船は自動で運用できるように設計されており、通常のミッションではこのような能力は必要とされないが、これらのテストによって非常事態には乗員がさまざまな機能を実現することが示された。ウィルモアは、スターライナーはこれらの初期テストで非常に優れた性能を発揮し、操縦性評価において完璧な水準に近づいたと述べている。これらのテストのあとで、クルーは数時間の睡眠を試みたが、宇宙船の船室の気温が50 °F (10 °C)ほどと不快なほど寒く、ブーツや手袋を含む思い宇宙服を着用せざるを得なかったと報告している。。
乗員の就寝時刻直前の6月5日の遅く、地上の飛行管制官はスターライナーの推進システム中の異なる場所でさらなる2ヶ所のヘリウム漏洩を検知したが、このうちの1カ所は以前の飛行でも漏洩が発生した場所だった。この漏洩に対策するために飛行管制官は一時的に新しい漏洩に関係する2つのヘリウムマニホールドを閉鎖したが、これは宇宙船の28基の姿勢制御システムスラスターのうち6基に影響を与えるものだった。漏洩は小規模で、宇宙船には十分な量のヘリウムが残っていたので、管理者はドッキング操作を進める許可を出した。ヘリウムマニホールドはランデヴーおよびドッキングの間は再度開かれ、通常の手順同様にドッキング終了に続いて閉鎖された。他の3ヶ所の漏洩よりも小規模な4番目の漏洩がドッキング後に検出された。ヘリウム漏洩の原因はまだわかっていないが、4つの別々の漏洩が発生したという事実はこれが推進システムの体系的な問題である可能性を示唆しており、ミッション前のNASAとボーイングの管理者らによる最初のヘリウム漏洩は1つのシールの欠陥によって引き起こされた孤立した問題であるとの予想に反していた。
スターライナーがISSに接近する際に、宇宙船の後ろ向きの8基の姿勢制御システム（RCS）スラスターのいくつかが使えなくなった。2基が故障したのちに、ウィルモアが手動で操縦し、宇宙船が前日の試験中よりも動きが鈍くなったと報告した。NASAは、状況が悪化しているにもかかわらず、標準飛行規則を無視してドッキングを許可した。最終的に4基のスラスターが故障し、その結果として6DoF姿勢制御ができなくなった。宇宙飛行士らは後に状況を「非常に危険」だったと表現した。
ウィルモアは、もはやカプセルを完全には制御できなくなっていたが、故障した同じスラスターが再突入のための軌道離脱燃焼でも必要であることからドッキングの中止も安全な選択肢とは言えなかった。ボーイングが宇宙船の運用を委託していたNASAミッション・コントロール・センターのチームはリセット、つまりスラスターの再起動を試みることにした。ウィルモアがカプセルを安定させたあとで「Hands off」と宣言し、ミンション・コントロールが飛行ソフトウェアをオーバーライドして故障したスラスターを再起動できるようにした。2基のスラスターが制御可能になったが、その後まもなく5基のスラスターが故障した。2回目のリセットで1基を除く全てのスラスターが復旧し、スターライナーは予定通り自律ドッキングすることができた。
同様の問題は2022年の無人のOFT-2ミッションでも発生しており、同じ場所に取り付けられたスラスターがISSへのアプローチ中に使用不能となった。ミッション管理者はスラスターの故障はソフトウェアやハードウェアの問題ではなく、入力データが所定の制限外であったことこと二関係している可能性があると考えたが、正確な原因は不明である。
スターライナーは、打ち上げのほぼ27時間後となる6月6日 17:34 UTCにISSのハーモニーモジュール前方側ポートにドッキングした。ドッキングは宇宙船の姿勢制御システムの問題のために一時間以上遅延した。ブッチ・ウィルモアとスニ・ウィリアムズの両飛行士は、19:34 UTCに宇宙ステーションに入いり、第71次長期滞在のメンバーであるNASAのジャネット・エプス、マシュー・ドミニク、トレイシー・C・ダイソンおよびロスコスモスのオレグ・コノネンコ、ニコライ・チュブ、アレクサンダー・グレベンキンと合流した。
- ISSにドッキングするスターライナー
- ISSに入る乗員
- ISS到着後の乗組員の歓迎の挨拶

### ISS滞在

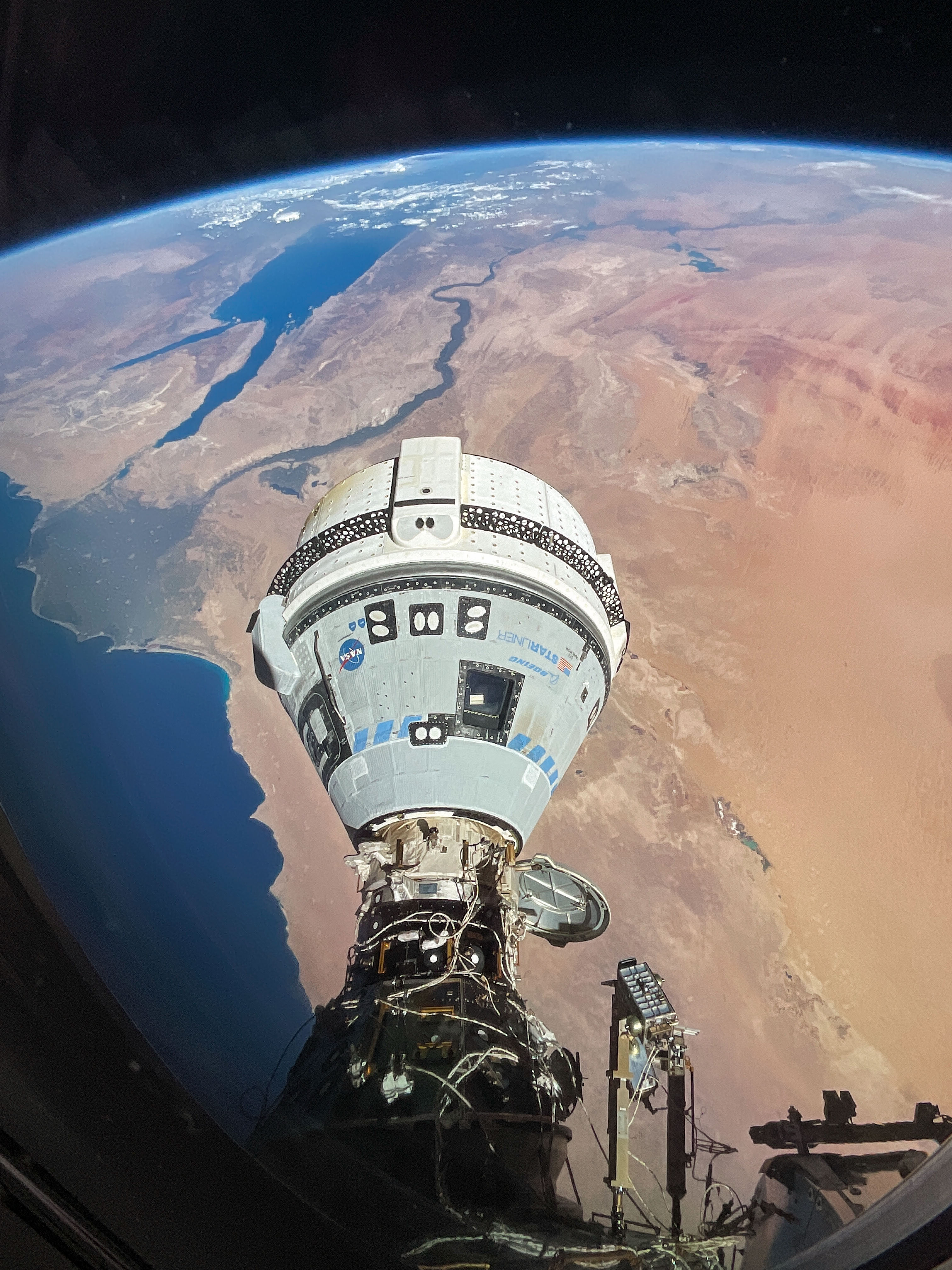
Crew-8のドラゴン宇宙船から見た、ISSにドッキング中のスターライナー

6月7日、CFTの宇宙飛行士たちはISSでの最初の丸一日を、スターライナーへの貨物や緊急装備の搬出入に費やした。彼らは、クルー仲間のマイケル・バラットとマシュー・ドミニクの支援を受けた。開梱された荷物の中には、尿を飲料水に変換するためのステーションの尿処理施設の新しいポンプが含まれていた。これは、5月29日にステーションの古いポンプが故障したことを受けて、最後のぎりぎりになってスターライナーの貨物目録に付け加えられた。翌日には新しいポンプは取り付けられ、正常に動作していた。
6月8日に、クルーはスターライナー宇宙船がISSの緊急事態に「安全な避難所」として機能するかを試験したが、これには乗組員を長時間保護したり、必要に応じてステーションから迅速に離脱したりする機能も含まれている。これは、ISSに訪れるすべての有人宇宙船に求められている機能である。CFTの宇宙飛行士たちにマシュー・ドミニクおよびトレイシー・C・ダイソンが加わり、スターライナーに4名が入った状態での生活環境をテストした。6月9日、CFTのクルーは飛行試験の目的の一部としてスターライナーのチェックを継続した。その後、宇宙船はミッションの最後にドッキング解除の準備が始まるまで低電力モードに切り替えられた。
6月10日に、スターライナーのすべての当初のスターライナーの試験が完了したことから、CFTのクルーは一般的なISSの維持作業や研究活動を開始した。両名は一日を体温、血圧、脈拍、呼吸数を測定するヘルスチェックから始めた。その後、ウィリアムズが宇宙での火災研究を支援するハードウェアを設置している間にウィルモアは微小重力研究グローブボックスに接続されているコンピューターのメンテナンス作業を行った。二人はウィリアムズの出身地であるマサチューセッツ州ニーダムにある、ウィリアムズにちなんで名づけられたスニータ・L・ウィリアムズ小学校への通話を含む、地上の人々と話をする数々の広報イベントに参加した。6月11日、飛行士たちは生物医学的活動に時間を費やし、ウィルモアは人間研究施設の在庫を整理し、ウィリアムズは微生物のサンプルを採取して、遺伝子配列を決定する手順に取り組んだ。二人はまた、ウィルモアの母校であるテネシー工科大学とのイベントにも参加した。6月12日、ウィリアムズが前日の遺伝子シーケンス作業を続ける間、ウィルモアはハーモニーモジュール内の貨物をチェックし、ステーションの浴室のメンテナンス作業を行った。6月13日、CFTのクルーはマット・ドミニクおよびトレイシー・ダイソン両飛行士による予定されていた船外活動を支援し、二人は宇宙服を着用する過程で両飛行士を手助けし、船外活動が中止された後は宇宙服を脱ぐのを手伝った。同日の後半、二人はその時点までに使用した個人消耗品の在庫を確認し、運用管制官と協力してタブレットの緊急時の手順を更新した。

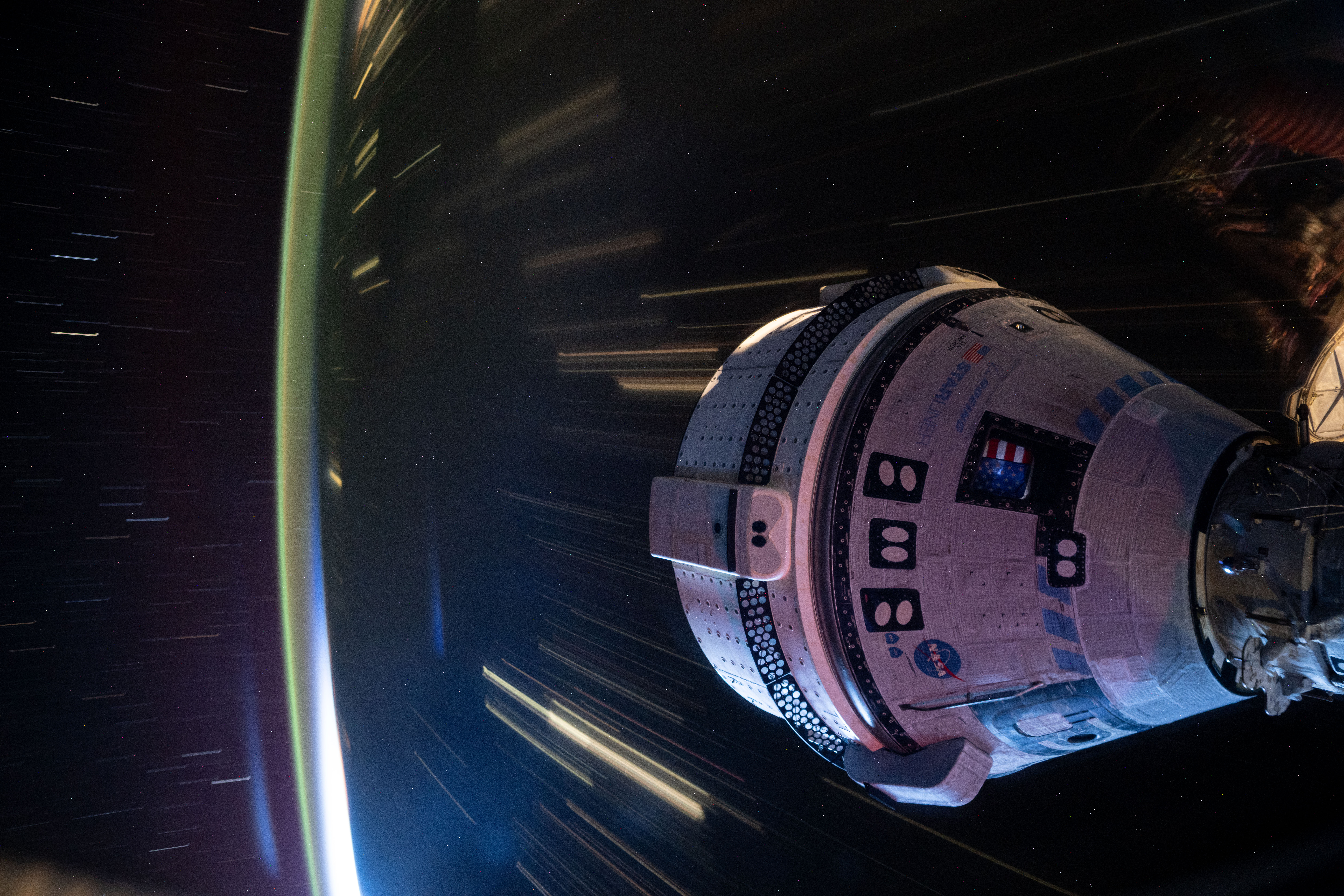
有人飛行試験中にISSにドッキングしているボーイング スターライナー カリプソ

6月14日、ドッキング解除が6月22日に延期されたあとで、CFTの宇宙飛行士たちはミッションの終了について話し合うためにボーイングのミッション管理者と通話し、その後でスターライナーに乗り込んで宇宙船の飛行操作と手順を確認した。週末の6月15日と16日に、二人はCFTミッションに関係した業務をこなすとともにISSクルーの手助けをした。6月17日、ウィリアムズは将来の実験のために先進植物生育環境のメンテナンス作業を行い、6月18日は前週の遺伝子シーケンスの作業を継続した。その間、ウィルモアは2日間をかけて宇宙空間で流れる液体の挙動に関する研究に取り組んだ。
NASAは、6月6日の到着以来、ウィルモアとウィリアムズはISSで実施されるすべての実践的な研究時間の半分を完了する任務を負っており、これにより、他の乗組員はノースロップ・グラマンのシグナス NG-20宇宙船の出発に備えるためのより多くの時間を確保できると述べた。
スターライナーがISSにドッキングしている間、NASAとボーイングのチームは特にミッションの開始時に発生したヘリウムの漏洩とRCSスラスターの問題に関して、この時点までの宇宙船の性能評価を続けていた。サービスモジュールは再突入時に廃棄されるため、NASAとボーイングにはそこからデータを収集する機会がないため、これらの問題についてNASAは宇宙にいる間に宇宙船をテストする時間をチームに与えるために、ミッションの終了を何度も延期した。6月10日の更新で、NASAはサービスモジュールで5回目の小さなヘリウム漏れが発生したこと、およびRCSの酸化剤遮断弁が適切に閉じないという新しい問題を報告した。6月15日に、後向きのRCSスラスターのテストのために宇宙船に電源が投入され、ドッキング時に故障した5基を含む8基のスラスターのうち、故障から復帰した4基を含む7基のスラスターが正常に動作した。ドッキング時に修復できなかったスラスター1基は使用不可と判断され、残りのミッション期間中は使用されない。このテストではエンジニアが宇宙船のヘリウム漏洩を測定する機会も得られ、5か所の漏洩率がすべて減少していることがわかった。ヘリウムとスラスターの問題の原因は不明だが、NASAの管理者は直接の関係はないもののドッキングシーケンス中の激しい「動的操作」がこれらの問題の両方に寄与した可能性があるものと推測している。
7月、NASAとボーイングの合同チームは、将来のスターライナーミッションで使用する予定の姿勢制御スラスターの地上テストをニューメキシコ州のホワイトサンズ・ミサイル実験場で開始した。チームは、カリプソが打ち上げからドッキングまで経験した状況を1,000以上のパルスでシミュレートし、その後、より長く頻繁なパルスを含むシーケンスを含む5つのドッキング解除から軌道離脱までの発射シーケンスを500パルスでシミュレートした。これらのテストは7月18日までに完了した。
これらのテスト中、チームはスラスターの故障の原因となった推力の低下を再現することができた。テストしたスラスターを分解したところ、テフロンシールが変形していることがわかった。熱の蓄積によりスラスター内のテフロンシールが膨らみ、推進剤の流れが制限されたと思われたが、軌道上のスターライナーでテストを再現したところ、同じ問題は見られず、以前に大幅に推力を失っていたスラスターでさえもほぼ正常に機能したため]、シールが根本原因ではない可能性があることが示唆された。
これらの結果の後、プログラム管理委員会と呼ばれるNASAの主要エンジニアの会議で、ケネス・バウアーソックスは「懸念を抱いている多くの人々から話を聞いた」と述べた。会議は、ウィルモアとウィリアムズをスターライナーで地球に帰還させる飛行上の根拠について合意に至らずに終了した。
一方、ボーイング社はスターライナーに信頼を寄せており、宇宙飛行士を乗せた宇宙船を地球に帰還させることは許容できるとの考えを示した。
ウィルモアとウィリアムズは後に、スターライナーが宇宙飛行士たちを安全に地球に帰還させる能力があるかどうか、個人的に疑念を抱いていたことを認めた。
不確実性が高い中、NASAは当初8月18日に予定されていたスペースX Crew-9ミッションの打ち上げを2024年9月24日に延期した。スターライナーがCrew-9が使用予定のISSのドッキングポートを塞いでいるため、Crew-9の打ち上げ前にスターライナーをISSから切り離す必要があった。NASAはまた、スターライナーがウィリアムズとウィルモアを帰還させるのに安全ではないと判断された場合、Crew-9を2席空席のまま打ち上げるなど、いくつかの帰還シナリオを検討した。しかし、NASAはスターライナーが自律飛行できるようにするにはソフトウェアのアップデートが必要になるため、そのような措置を講じるとさらなるリスクが生じると述べた。
- ISSにドッキングしたスターライナー宇宙船の見学

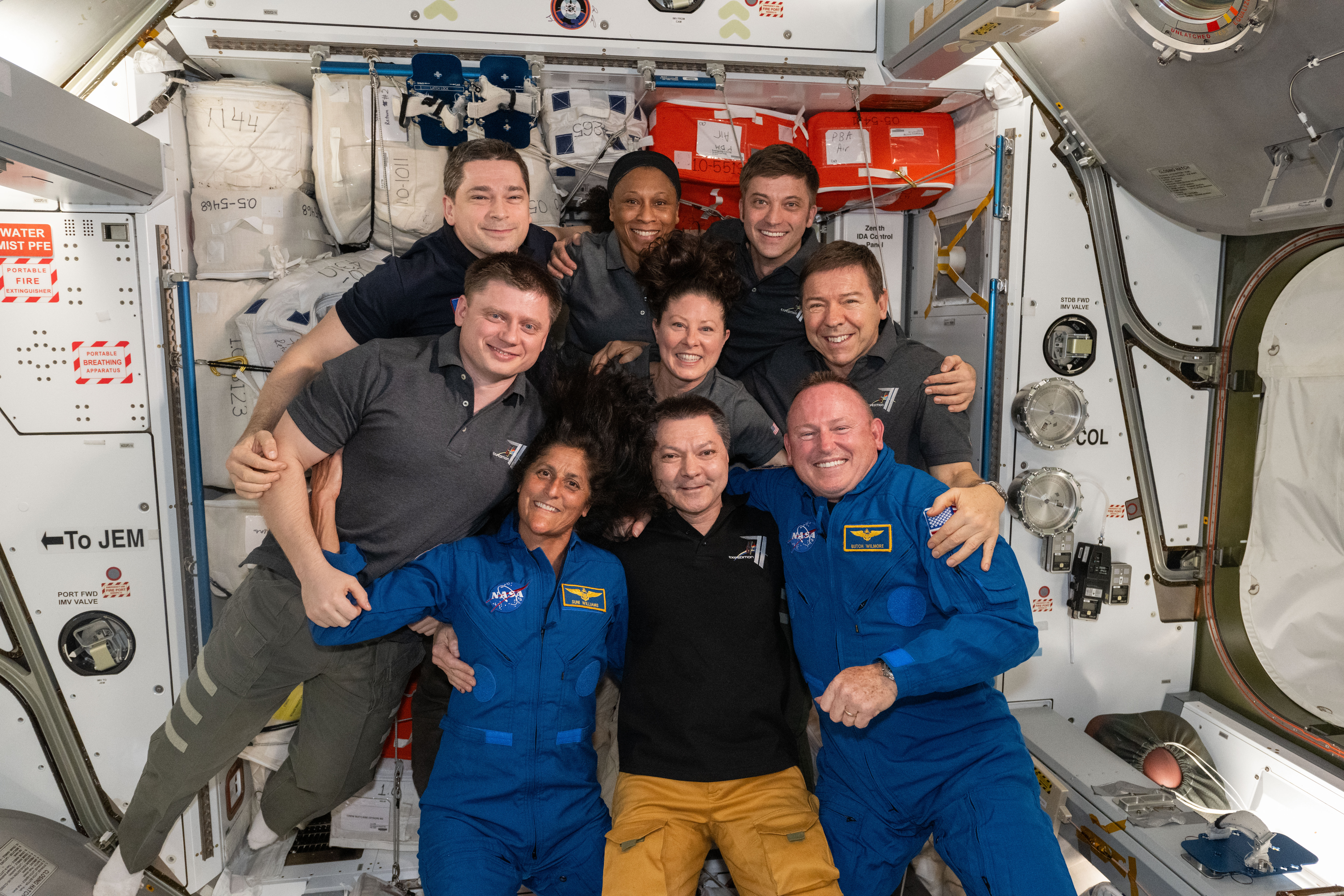
7名の第71次長期滞在メンバーが、2名の有人飛行試験メンバーとともに宇宙ステーション内でチーム写真を撮影するために集合した
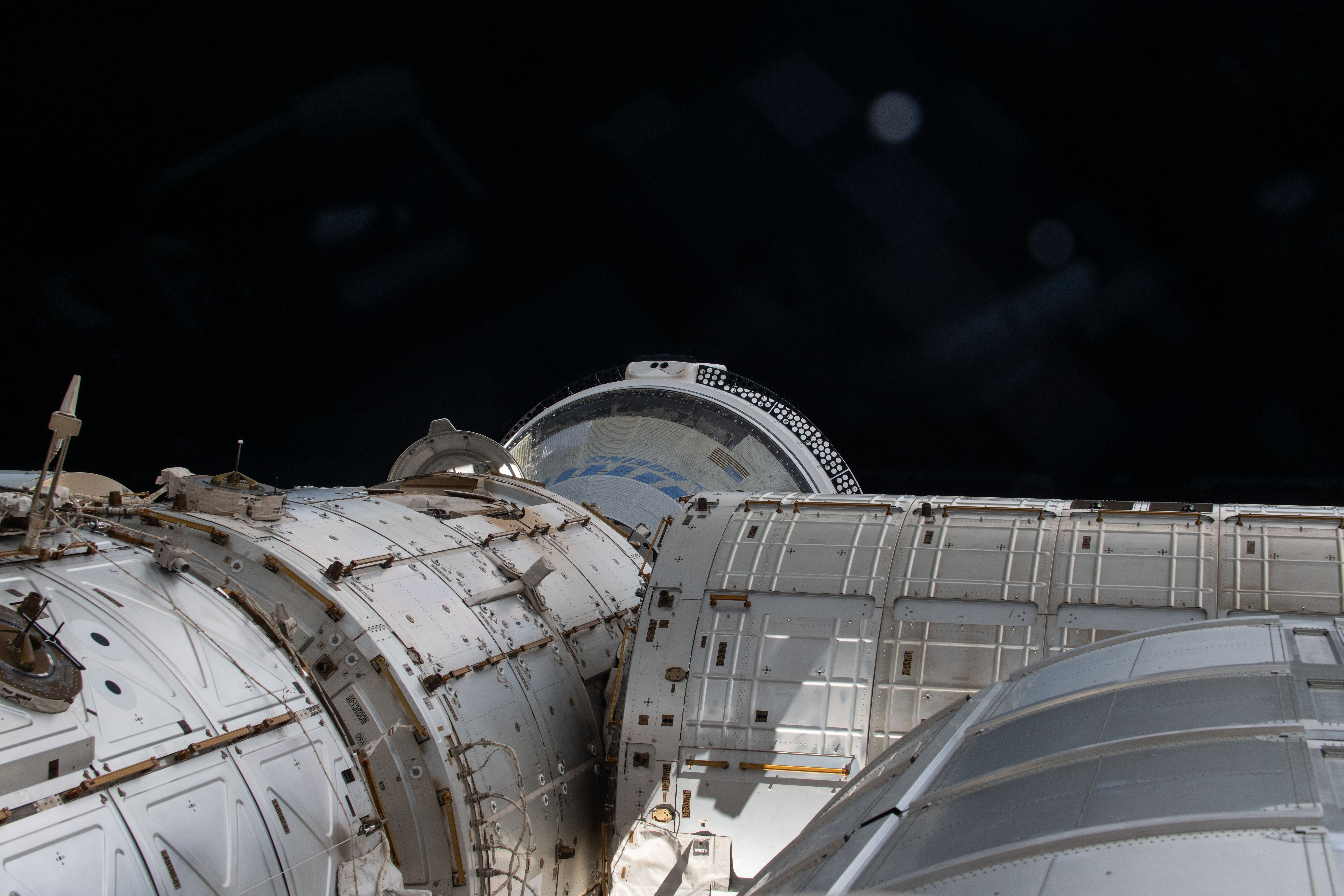
[[キューポラ (ISS)}キューポラ]]から見た、ISSにドッキング中のスターライナー
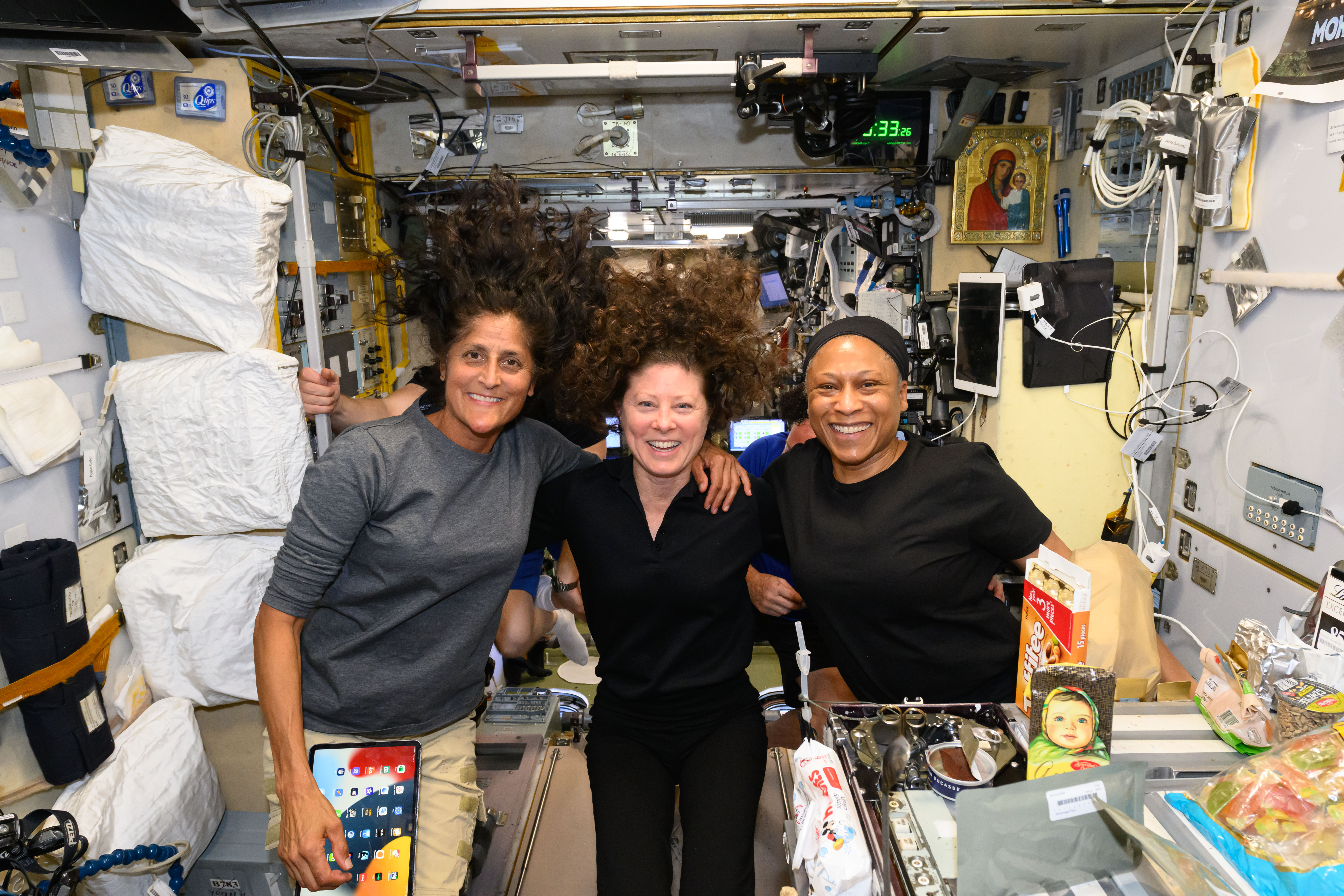
ユニティモジュールで夕食時に写真撮影のためにポーズをとる（左から）スニ・ウィリアムズ、トレイシー・C・ダイソン、ジャネット・エプス
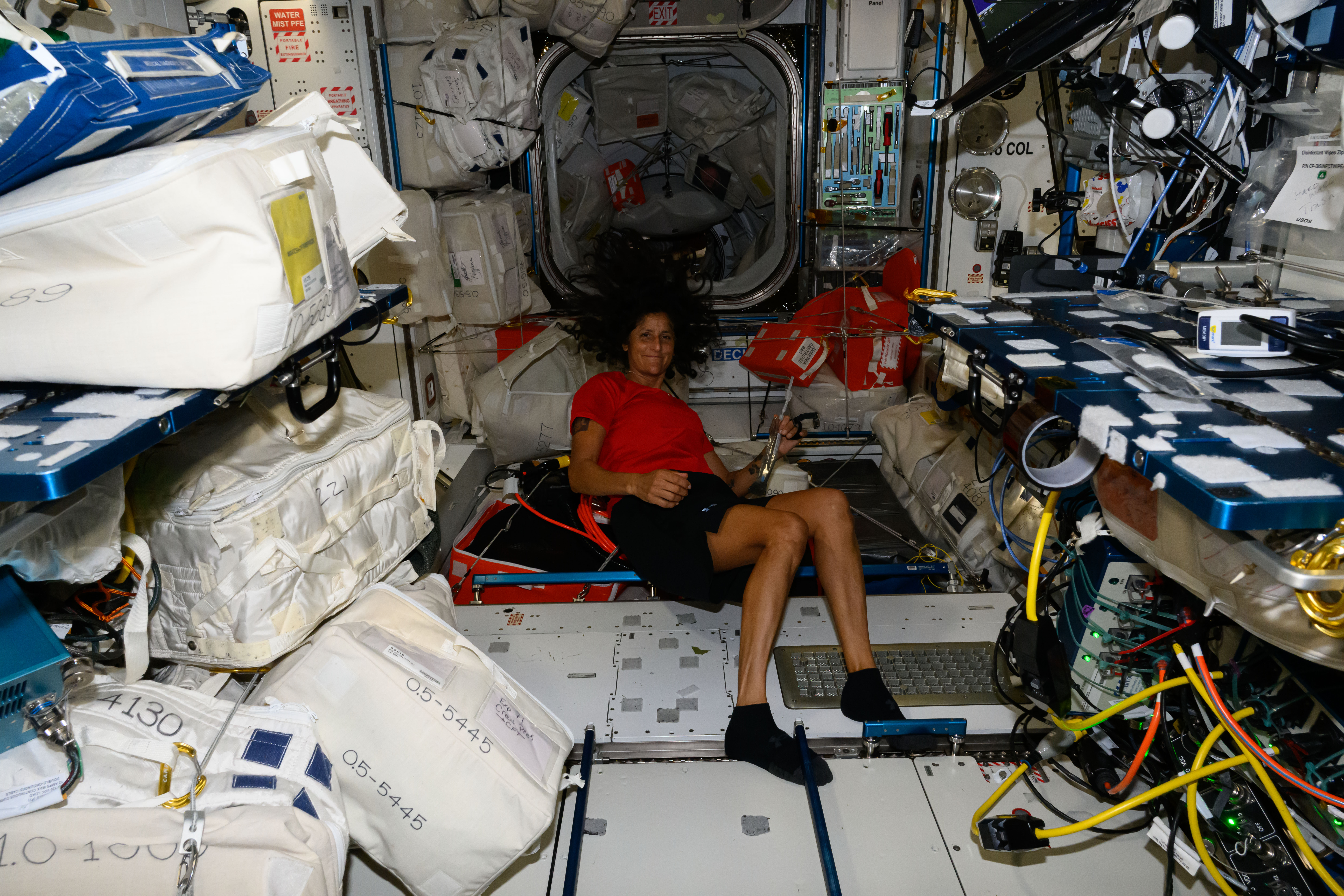
ハーモニーモジュール内で撮影されたスニ・ウィリアムズ
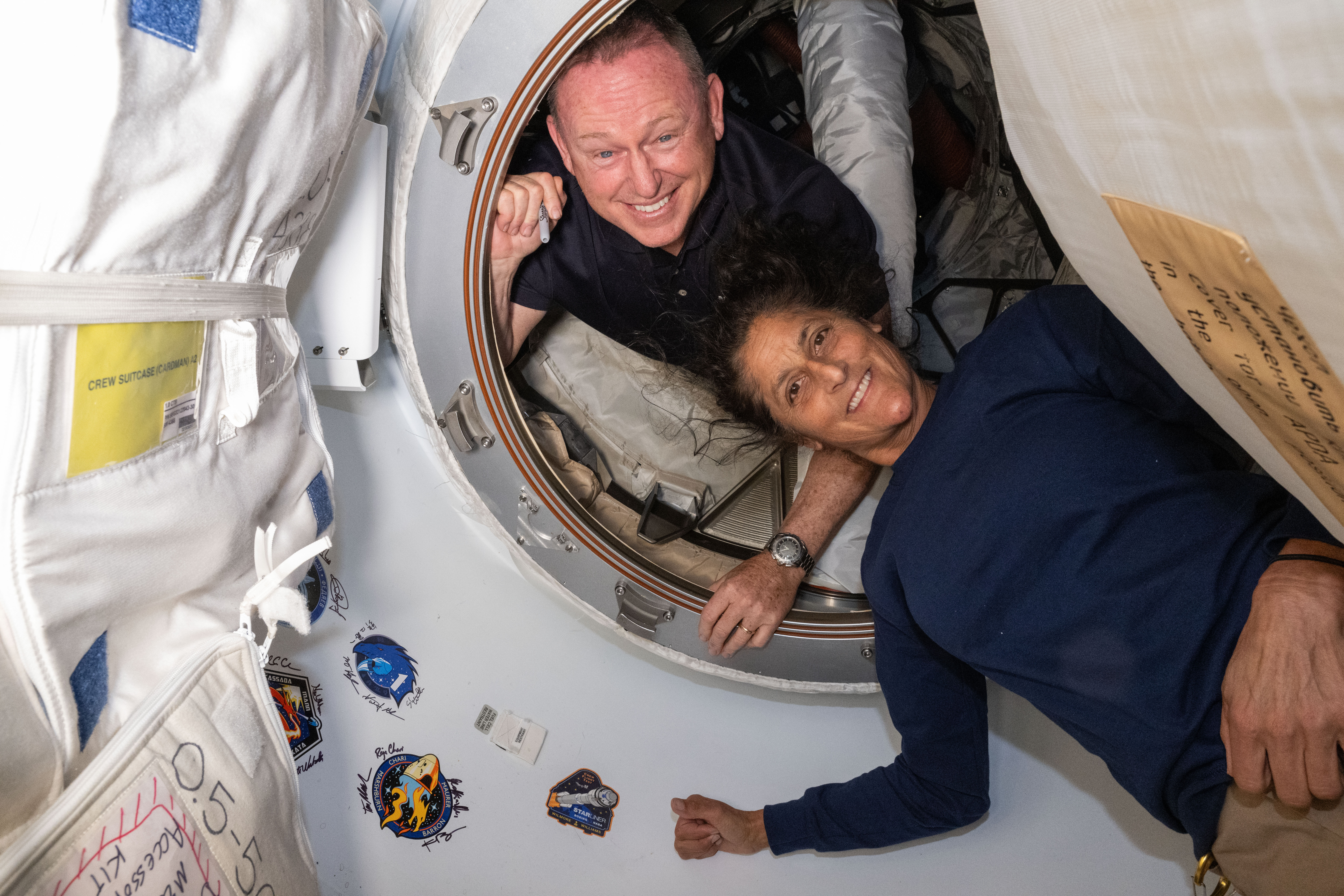
ISSからスターライナーへの前室で撮影されたスニとブッチ

### 無人での地球への帰還

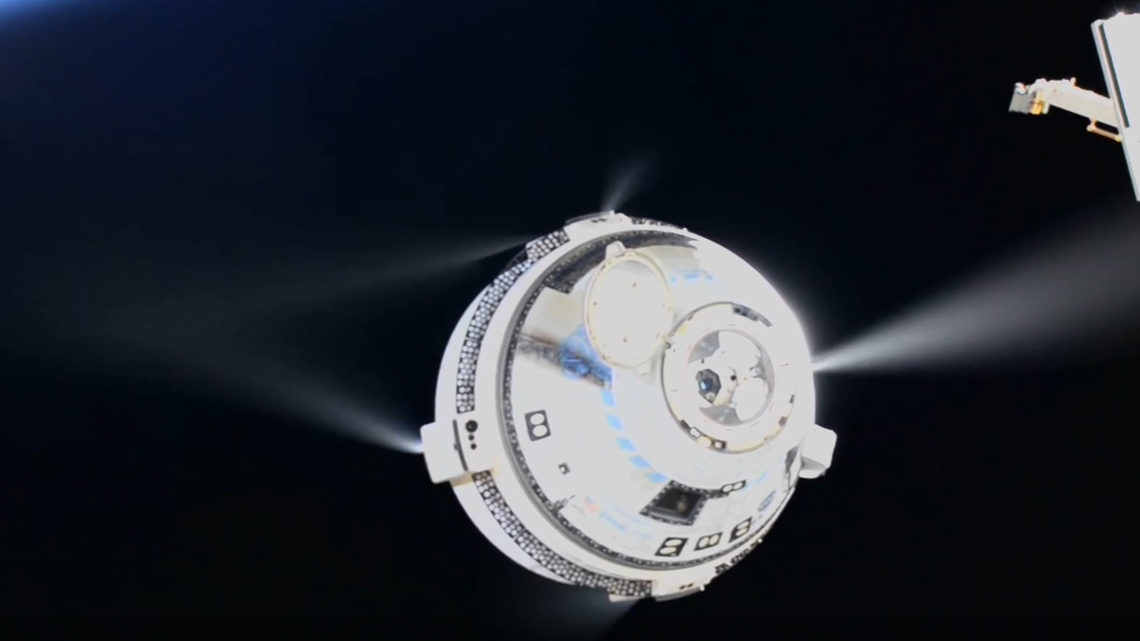
fires its thrusters as it departs the ISS.

NASAの当初の計画では、スターライナーがISSからドッキング解除して地球に帰還するのは6月14日となっていた。この予定はNASAとボーイングががヘリウム漏洩とスラスター問題で何が起きたのかを理解するために作業する時間を確保するために、数回にわたって延期された。6月28日、NASAはスターライナーのスラスター問題が解決するか、少なくともより理解が進むか、ISSが非常事態に陥らない限りはスターライナーを飛行させることはできないと発表した。NASAとボーイングは当初スターライナーはISSに45日間ドッキングしていることができるとしていたが、のちにバッテリーは90日間使用可能だと表明した。
8月24日、NASAはウィルモアとウィリアムズをスターライナーで地球に帰還させるのはリスクが大きすぎるとして、2名のクルーは2025年2月にスペースX Crew-9ミッションとともにクルードラゴンで帰還させると発表した。このミッションはウィリアムズとウィルモアのために2席を空けて、4名ではなく2名が搭乗して打ち上げられた。

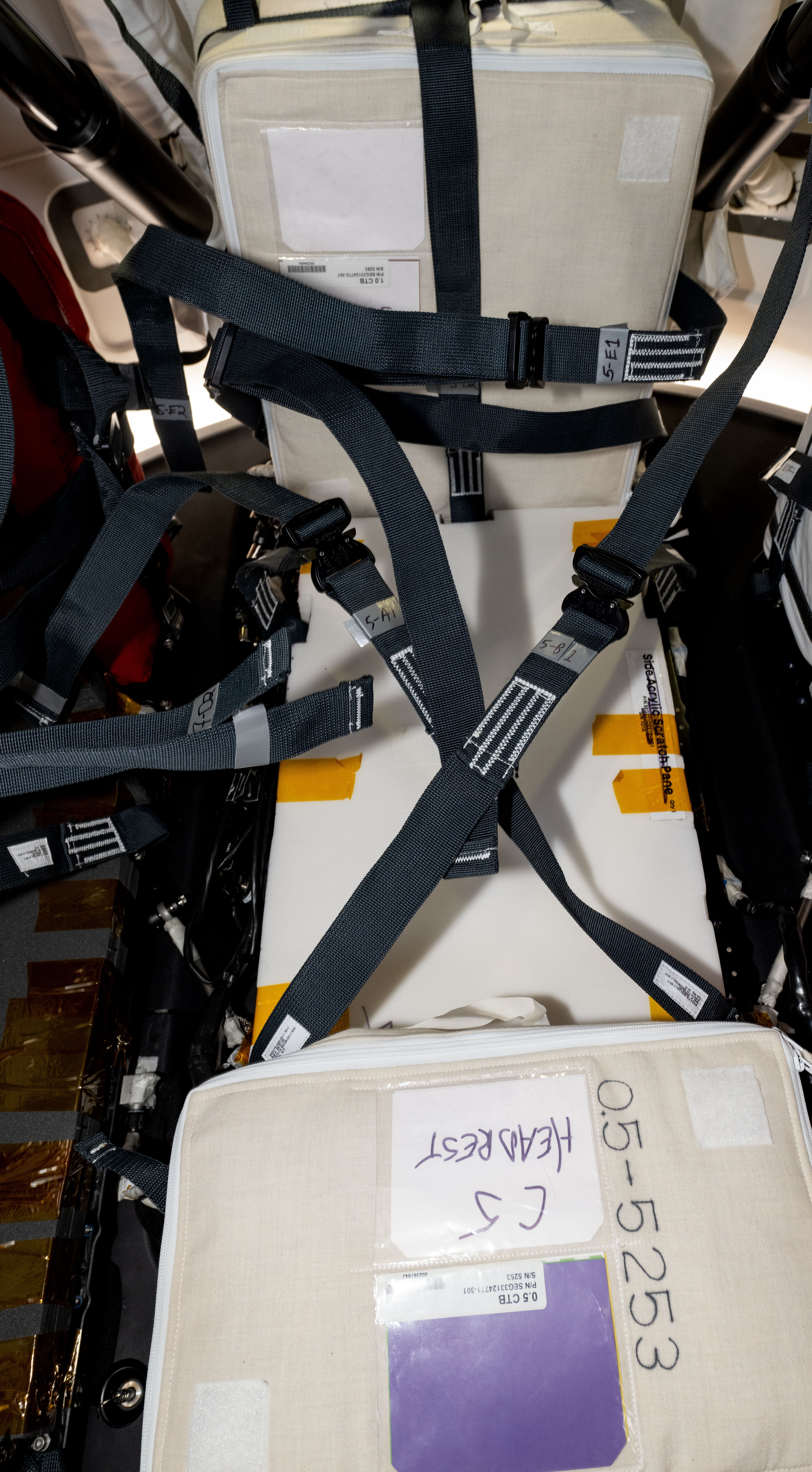
Temporary seat structure built and installed on the Dragon spacecraft using foam, straps, and other soft goods.

ISSにはIDSSが2基しかないため、スターライナーはCrew-9がドッキングする前にドッキングを解除する必要がある。宇宙ステーションが緊急事態に見舞われた場合に備えて、各乗組員は「救命ボート」を持たなければならないため、スペースXは最大3人の乗組員が通常は貨物が保管されており、発泡素材で覆われたドラゴン宇宙船の床に体を固定するドラゴン宇宙船の緊急避難構成を開発し、NASAの承認を得。これによってスターライナーがドッキング解除してからCrew-9がドッキングするまでの間での「救命ボート」機能が提供される。
宇宙飛行士の滞在延長とスターライナーの問題はメディアの注目を引いた。ボーイングは、宇宙飛行士が宇宙空間に「閉じ込められている」と一部記者が表現したことに異議を唱えた。NASAはスターライナーの試験飛行を乗員なしで終了することを決定した後はジャーナリストからの質問に答えることを拒否し、代わりに短い声明のみを発表することを選択した。記者たちは、NASAとボーイングはミッションについてもっと透明性を保つべきだったと主張した。
クルーがスターライナーで地球に帰還するという当初の計画では、乗組員がスターライナーのハッチを閉めるてからISSから切り離す準備ができるまでに約3時間を要する。ドッキング解除後に、乗員はステーションの周りを螺旋状に飛行し、サービスモジュールのスラスターを点火してアメリカ合衆国西部への帰路につく予定となっている。カプセルは約6時間半後に着陸する。
その代わりに、9月6日の22:04 UTCに無人のスターライナーがISSからドッキング解除された際には、スターライナーをISSから遠ざけるためにドッキング時に問題が発生しなかった船体前方のスラスターを主に使用して、より単純で機構的な負担が少ない順行機動を行った。その後、宇宙船がステーションから安全な距離まで離れてから軌道離脱噴射を行った。

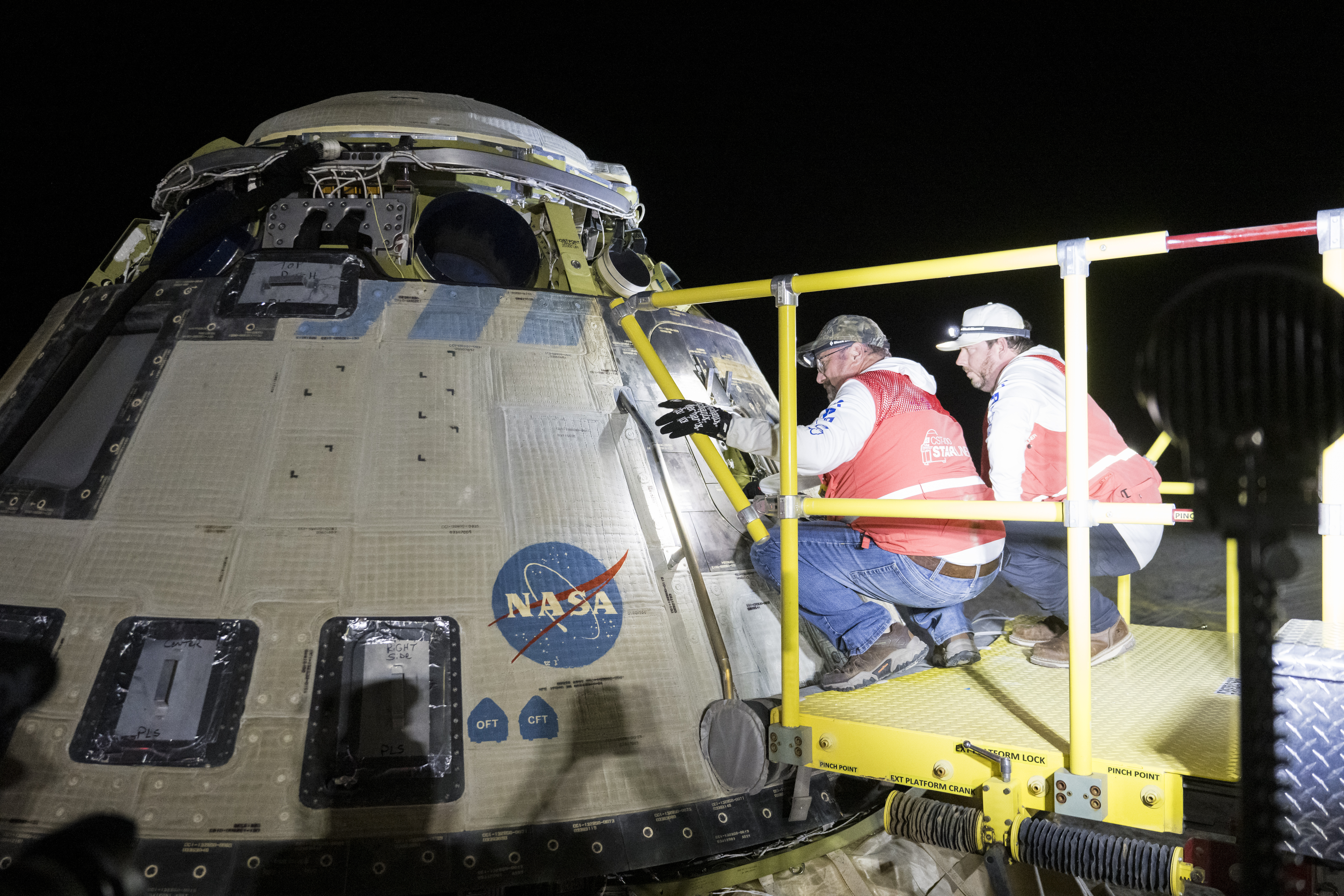
着陸後にボーイング スターライナー カリプソを検査する担当者

スターライナーはドッキング解除から約6時間後に大気圏に再突入した。パラシュート3基を展開してカプセルの速度をおよそ6.4 km/h (1.8 m/s)に減速した。地面に到達する前に着陸の衝撃を和らげるために6基のエアバッグが展開された。スターライナーは9月7日の04:01:35 UTC（着陸地点の現地時間では9月6日 11:01:35 EDT）にニューメキシコ州のホワイトサンズ・ミサイル実験場に着陸した。全ての潜在的な着陸場はアメリカ合衆国の西部にあり、サービスモジュールを太平洋上で破壊的再突入のために投棄することができる。

再突入中、スターライナーはナビゲーションシステムの一時的な不具合と、大気圏再突入中にカプセルの方向を決めるために使用された12個のスラスタのうち1つが点火しなという、以前の問題とは関係のない2つの技術的問題を経験した。故障したスラスターは軌道上で故障したサービスモジュール内の二液式スラスターシステムとは別の、カプセルに搭載された一液式スラスターだった。